# WCW/nWo Thunder
WCW/nWo Thunder est un jeu vidéo commercialisé sur console PlayStation par THQ. Il est initialement commercialisé en Amérique du Nord le 31 décembre 1998 et en Europe en janvier 1999. Il s'agit de la suite du jeu vidéo WCW Nitro. Ce jeu combine les rosters des versions Nintendo 64 et PC avec des nouveaux caractères en plus.
Le jeu comprend beaucoup de nouveautés, dont les matchs en cage, bataille royales, usage d'armes, et la possibilité de sélectionner la faction dans laquelle chaque catcheur lutte (cela comprend WCW, nWo Hollywood, nWo Wolfpac, Raven's Flock, et The Four Horsemen). Cependant, il est accueilli par des notes négatives, à cause des graphiques, style, et atmosphère générale, qui avaient beaucoup trop de similarité avec WCW Nitro (même les codes de tricherie étaient pareils), ainsi que le fait de répéter des prises de base suffisent à battre votre adversaire par exemple.

## Système de jeu
WCW/nWo Thunder met en scène les catcheurs des fédérations WCW et NWO, de nouveaux modes de jeu, plus de prises et mouvement, et un gameplay amélioré, bien que difficile,. Des annonceurs sont présents et plus d'une soixantaines de catcheurs sont disponibles. Le jeu peut être joué à un ou deux joueurs maximum.

## Accueil
WCW/nWo Thunder est accueilli d'une manière mitigée, voir négativement accueilli. Rotten Tomatoes attribue une moyenne de 44 %, tandis que Metacritic lui attribue un 51 sur 100. Les avis négatifs se focalisaient principalement sur des mauvais graphismes, et sur la difficulté des contrôles. GameRankings attribue une moyenne générale de 57,57 % sur 14 critiques. GameSpot lui attribue un 5,5 sur 10, l'auteur Jeff Gerstmann notant que « Bien que Thunder ai fait du bon travail dans le réalisme de la lutte, le gameplay ne suit tout simplement pas. » Doug Perry, du site IGN attribue une note plus positive avec 6 sur 10 notant des « dialogues hilarants » notamment, mais également une difficulté considérable dans le gameplay.
Malgré ces critiques, le jeu s'est vendu à plus d'un million d'exemplaires.